# Carex kurdica
Carex kurdica là một loài thực vật có hoa trong họ Cói. Loài này được Kük. ex Hand.-Mazz. mô tả khoa học đầu tiên năm 1914.